# リロイ・サムゼ

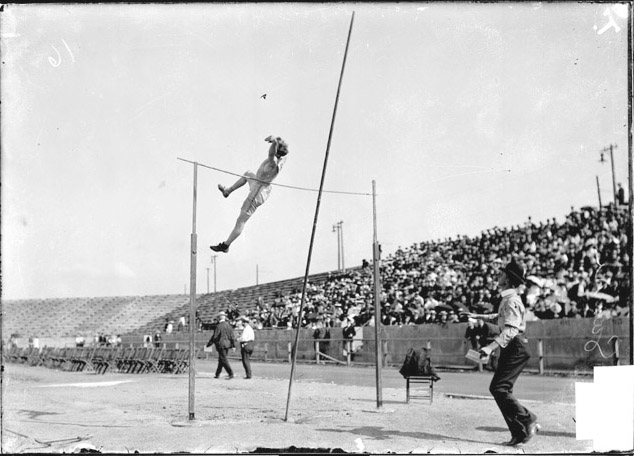
1904年セントルイスオリンピックでのサムゼの跳躍

リロイ・サムゼ（LeRoy Perry Samse、1883年9月13日 - 1956年5月1日）は、アメリカ合衆国の陸上競技選手である。彼は1904年セントルイスオリンピックに参加して、棒高跳で銀メダルを獲得した。

## 経歴
リロイ・サムゼはインディアナ大学で、陸上競技の他にタンブリングや平行棒などの体操競技に取り組み、陸上競技では幾つか学校記録を更新している。
彼は、1904年に開催されたセントルイスオリンピックの棒高跳競技に出場した。9月3日に決勝のみで行われた棒高跳には、地元アメリカ合衆国の選手6人とドイツからの選手1人の合計7名の選手が出場した。アメリカ代表のチャールズ・ドボラクが当時のオリンピック記録3メートル50センチで金メダルを獲得し、サムゼを含めた4人が3メートル35センチで2位につけ、順位決定戦が行われた。決定戦の結果、サムゼが銀メダルを獲得することになった。
サムゼにはサーカス団からの誘いが沢山あったが、彼はその申し出を全て断った。彼は高校の教師となり、インディアナ大学でコーチに就任した。後にサムゼと妻はロサンゼルスに引っ越して、彼は教職の傍らヴォードヴィルに出演することになった。
インディアナ大学は2009年に、リロイ・サムゼ招待競技会を初めて開催した。この競技会は非公式なもので、出場選手たちはサムゼの時代の棒高跳選手たちが使用していたのと同様な弾力性のない棒を使うことを義務付けられた。競技会での女子優勝者の記録は9フィート、男子優勝者の記録は12フィート で、いずれもサムゼの当時出した記録に及ばなかった。
なお、サムゼは幼少時の事故によって片目の視力を失っていた。